# 유스티니아누스 1세
유스티니아누스 1세 또는 유스티니아누스 대제(라틴어: Flavius Petrus Sabbatius Iustinianus 플라비우스 페트루스 사바티우스 유스티니아누스[*], 그리스어: Ιουστινιανός Α' 이우스티니아노스 알파[*]; 482년 5월 11일 – 565년 11월 14일)는 527년부터 565년까지 로마 제국의 황제였다. 삼촌인 유스티누스 1세에 이어 38년간 제국을 통치하면서 많은 업적을 쌓았다.
그의 대표적인 업적은 레노바티오 임페리(라틴어: renovatio imperii), 즉 "제국의 복원"이다. 이 계획으로 동로마 제국은 멸망한 서로마 제국의 영토를 부분적으로 회복하였다. 벨리사리우스 장군은 북아프리카에 있는 반달 왕국을 빠르게 정복했다. 그 후, 벨리사리우스, 나르세스를 비롯한 여러 장군들이 동고트 왕국을 정복했고, 달마티아, 시칠리아, 이탈리아, 그리고 로마를 제국의 영토로 회복하였다. 프레이토리아의 리베리우스는 이베리아반도의 남쪽을 되찾아 스파니아로 제국에 편입하였다. 이 영토 확장 전략은 제국의 연간 수입을 백만 솔리두스 이상 증가시키면서, 지중해 서부에 대한 로마의 통제를 회복하였다. 또한 유스티니아누스는 이전에 로마의 통치를 받은 적이 없었던 흑해 동안의 여러 민족을 제압했다. 동쪽으로는 카바드 1세가 지배하는 사산 제국과 관계를 수립했는데, 호스로 1세의 통치 기간 동안은 서쪽 원정으로 사산 왕조와 갈등이 발생하였다.
또다른 대표적인 업적은 여전히 많은 현대 국가들에서 민법의 기초로 사용하는 로마법을 개편하여 《로마법 대전》을 편찬했다. 아야 소피아와 같은 세계유산이 이때 지어지는 등 비잔틴 미술, 비잔틴 건축이 꽃을 피운 시기였다.
중세 로마 제국의 가장 위대한 황제 가운데 한 사람으로 여겨지며 교회에 대한 열정과 헌신으로 동방정교회로부터 성인의 칭호와 함께 ‘대제(大帝, μέγας[megas])’ 칭호를 받았다.

## 생애

### 어린 시절과 집권
유스티니아누스는 482년경 다르다니아 타우레시움(오늘날 마케도니아)에서 가난한 시골 농부의 아들로 태어났다. 그의 어머니 비길라티나는 직업 군인인 유스티누스의 여동생이었다.
유능한 군인이었던 유스티누스는 큰 전공은 없었지만, 승승장구해서 황실 경비대 사령관이 되었다. 아들이 없었던 유스티누스는 유스티니아누스를 콘스탄티노폴리스로 데려와 자신을 돕게 했고, 나중에 양자로 삼았다. 유스티니아누스는 황실 경비대에서 삼촌을 보좌한 것으로 추론되는데, 이때의 기록은 별로 알려진 것이 없다.
518년 아나스타시우스 1세가 후사 없이 죽자, 유스티누스는 혼란을 틈타서 근위대를 장악해서 운좋게 황제가 되었다. 이때 유스티니아누스의 도움을 받았다. 황제가 된 유스티누스는 통치 능력이 없었기에 유스티니아누스에게 전적으로 의지했다.
유스티니아누스는 무지한 삼촌을 도와 여러 가지 행정 문제를 도맡아 처리했고, 나중에 노쇠한 황제를 대신하여 사실상 그 혼자 제국을 통치하다시피 했다. 유스티니아누스는 미천한 출신에도 학식이 뛰어나고 신중하고 적절한 판단으로 국정을 운영해 원로원 등의 신임을 샀다.
527년 4월 유스티누스는 조카를 공동 황제로 임명했고, 한 달 후 유스티누스가 서거하자 유스티니아누스가 단독 황제가 되었다.

### 테오도라 황후
황태자 시절, 그는 서커스 극단의 배우 출신인 테오도라와 사랑에 빠져서 결혼했다. 테오도라는 콘스탄티노폴리스에서 상당히 유명한 배우였다. 당시에 배우는 천하디천한 직업으로, 노예 또는 몹시 가난한 사람들이 종사하던 직업이었고, 여배우는 남자들한테 몸 파는 일을 겸하곤 했다. 이 때문에 후대에 그녀의 삶은 “매음굴에서 자랐다.” “전에는 수치스러웠지만, 후에는 정숙하게 살았다.”라고 기록되었다.
테오도라 황후의 아버지는 콘스탄티노폴리스의 한 서커스단에서 곰을 돌보는 조련사였는데, 그녀가 세 살 때 세상을 떠났다. 먹고살기 위해 어머니는 그녀를 서커스단 배우로 키웠다. 그러다 한 고관과 눈이 맞아 북아프리카로 가서 살림을 살다가 딸 하나를 낳고 버림받았다. 황태자인 유스티니아누스를 만난 것은 그녀 나이 스물다섯 살 때로, 콘스탄티노폴리스로 돌아온 직후였다. 유스티니아누스의 나이는 마흔 살이었다. 두 사람은 첫눈에 반해 결혼하기로 했다. 로마 사회를 뒤흔든 스캔들이었다.
그러나 당시 제국법에는 귀족은 평민과 결혼할 수 없었기 때문에, 원로원 의원 신분인 유스티니아누스는 미천한 신분인 테오도라와 결혼할 수 없었다. 특히 황후이자 외숙모인 유페미아의 반대가 극심했다. 524년 유페미아가 세상을 떠나자 유스티니아누스는 황제인 삼촌을 사주해 귀족 신분도 낮은 계급과 결혼할 수 있도록 법을 개정한 후, 테오도라와 결혼할 수 있었다.
525년 두 사람은 드디어 결혼에 성공했다. 유스티니아누스 나이 마흔세 살, 테오도라의 나이 스물여덟 살이었다. 두 해 후인 527년, 유스티니아누스는 황제가 되었다. 황후(아우구스타)가 된 테오도라는 궁정 살림을 챙기는 수준을 넘어 사실상 공동 통치자로서 활약했다. 그녀는 남편이 만든 법안에 공동 서명을 하고, 외교 사절을 접견했으며, 군대와 관리들을 통솔하는 등 제국 정치에 깊이 관여하고 영향력을 행사했다. 편견을 품었던 귀족들도 테오도라 황후의 훌륭한 처신에 감탄할 수밖에 없었다. 테오도라 황후는 평생 남편인 유스티니아누스 황제를 도움으로써 큰 힘이 되었다. 특히, 유스티니아누스가 위기에 처할 때마다 테오도라는 결단력을 발휘해 그를 구했다.

#### 니카의 반란
532년 콘스탄티노폴리스에서 일어난 시민 폭동인 니카의 반란으로 유스티니아누스는 거의 제위를 빼앗길 뻔하였다. ‘니카’는 그리스어로 ‘이기자’ ‘정복하자’를 뜻하는 말로, 서커스나 전차 경주를 보면서 관중들이 외치던 응원 구호였다. 최고의 인기 스포츠인 대전차 경주에는 팬덤이 형성되어 있었는데, 기수가 입었던 옷 색깔 등에 따라 다양한 이름으로 불렸다.
그중 청색당과 녹색당이 반란을 주도했다. 청색당은 원로원을 비롯한 상류층 인사들이 주로 속했고, 녹색당은 상공업자나 중간 관리직들이 주로 모였다. 유스티니아누스와 테오도라는 청색당이었다. 경기가 끝나고 나서 두 당은 걸핏하면 거리에서 난투극을 벌였다. 이 반란도 난투극이 원인이었다. 폭력 사태가 벌어지자 치안 책임자는 일곱 명을 체포해 사형 판결을 내렸다. 문제는 사형 집행 도중 사형대가 넘어지면서 두 명이 살아남은 데에서 시작됐다. 두 당 사람들은 이들을 풀어 달라고 요구했으나, 유스티니아누스는 이 기회에 당파 사이의 분쟁과 소요 사태를 뿌리 뽑으려고 그 요구를 들어주지 않았다.
그러자 두 당 사람들이 힘을 합쳐 폭동을 일으켰고, 여기에 황제의 왕권 강화 정책에 불만을 품은 원로원 등 지배세력이 가담해 반란으로 확대되었다. 삽시간에 콘스탄티노폴리스 거리를 장악한 군중들은 유스티니아누스의 심복이었던 요하네스와 트리부니아누스의 해임을 요구하면서 황궁으로 몰려들었다. 군중은 닥치는 대로 파괴하고, 불을 지르고, 관리들을 살해하고, 심지어 하기야 소피아 성당을 불살랐다. 모든 것을 잃었다고 생각한 유스티니아누스는 수도를 버리고 달아나려 했다. 그러나 여걸(女傑)인 테오도라 황후는 유스티니아누스 황제에게 외쳤다. "황제는 황제답게 떳떳하게 죽어야 합니다."라고 격려하여 황제를 도망가지 못하게 하고, 벨리사리우스 등의 장군들을 불러 반란을 진압하게 했다.

## 생애 후반기

### 대제 유스티니아누스

#### 능력 위주의 행정과 정복 활동
황제가 된 후 유스티니아누스는 신분이 아닌 능력으로 인재를 선발함으로써 오랜 로마 황실과 귀족의 부정부패를 일소하였고 귀족 계급을 견제하였다. 군사적으로도 그는 벨리사리우스, 나르세스 등 우수한 장군을 등용하여 옛 로마 제국의 영토를 많이 회복하였고 특히 이탈리아반도 본토를 회복하는 데 노력하였다. 불가르족과 슬라브족의 침입을 막아내었고 특히 북아프리카에서 제국의 영향력을 강화하였다.

#### 교회
그는 정력적으로 일하는 황제로 거의 잠을 자지 않았다고 하며 수많은 개혁을 단행했다. 특히 세 차례에 걸쳐 로마법을 집대성하고, 신학에도 깊은 관심을 보였다. 단성론 문제로 동방 정교회(Orthodox Church)와 대립하기도 하였으나, 교회의 교리와 이론을 정리하였다. 특히 그는 수도 콘스탄티노폴리스를 정비하여 하기아 소피아를 건축하는 등 위대한 건축 사업을 벌였다.

#### 로마법 대전
로마법은 이미 한 세기 전 테오도시우스 2세가 집대성을 시도하여 《테오도시우스 법전》을 발표한 적이 있었다. 유스티니아누스는 이 법전에서 한 걸음 더 나아가 완전히 새로운 법전을 만들고 체계화하기로 했다. 이를 위해 529년 트레보니아누스를 법무관으로 임명한 후, 그의 지휘 아래 특별위원회를 만들어 오랜 기간의 연구 작업을 거쳐 흔히 《로마법 대전》이라 불리는 《유스티니아누스 법전》을 편찬했다. 19세기 독일의 법사학자 루돌프 폰 예링은 말했다. “로마는 세계를 세 번 지배했고, 수많은 민족을 세 번 결합하여 통일했다. 첫째, 로마가 가장 강성했을 때 여러 국가를 통일했다. 둘째, 로마제국이 몰락한 후 교회들을 통일했다. 셋째, 중세에 계승되어 서양 법의 근간을 제공할 로마법 체계를 발전시켰다. 첫 번째는 무력을 이용해서 강제로 한 통일이었지만, 두 번째와 세 번째 통일은 정신의 힘에 의한 것이었다. 로마가 세계사에서 갖는 의미와 사명을 한마디로 요약하면, 민족적 원리를 보편성의 사상에 의해 극복하는 것이다.” 로마법은 로마제국이 인류에 남긴 가장 큰 업적이다.

#### 유스티니아누스 역병과 테오도라의 반란 진압
542년 봄 선페스트로 인한 역병이 콘스탄티노폴리스를 덮쳤다. 재무관 트리보니아누스를 비롯하여 시민 23만 명이 죽었다. 유스티니아누스 황제도 감염되어 사경을 헤맸다. 후사가 없었기에 군대와 관리들이 크게 동요했다. 메소포타미아 전선에 파견되어 있던 당대의 명장 벨리사리우스는 황제를 몰아낼 생각은 없었으나, 부제스 등 몇몇 장군을 규합하여 황제 사후에 자신이 그 자리에 올라야 한다고 선동했다. 테오도라 황후는 수도의 근위병에 대한 통제를 강화한 후 벨리사리우스와 부제스를 즉시 소환했다. 황제가 아직 살아 있었으므로 두 장군은 소환에 응할 수밖에 없었다. 황후는 부제스를 황궁 지하 감옥에 28개월 동안 감금했고, 벨리사리우스의 지휘권을 박탈하고 재산을 몰수해서 모반의 여지를 없앴다. 그사이에 황제는 결국 회복되어 일어났다.

### 말년의 유스티니아누스

#### 황후의 사망
테오도라 황후는 548년에 죽었지만, 유스티니아누스 그 후로도 17년 동안 더 살았다. 아내가 죽은 이후 그는 종교 문제에 지나치게 집착해 통치를 소홀히했다. 특히, 벨리사리우스 같은 유능한 장군을 시기하고 의심을 하였다.

#### 죽음
565년 11월 14일 유스티니아누스는 콘스탄티노폴리스에서 서거하였으며, 그에게는 자식이 없었다. 다음 제위는 그의 여동생의 아들이자 테오도라의 질녀인 소피아와 결혼한 유스티누스에게 이어졌다.

## 로마법 대전
기원전 450년, 로마가 12표법을 발표해 최초의 성문법을 만든 이후 유스티니아 통치기까지 로마에는 너무나 많은 법이 만들어졌다. 이 법들은 너무 번잡하고 모호하거나 모순적인 구절이 많아서 정비가 불가피했다. 이미 한 세기 전 테오도시우스 2세가 로마법의 집대성을 시도해 《테오도시우스 법전》을 발표한 적이 있었다.
유스티니아누스는 이 법전에서 한 걸음 더 나아가 완전히 새로운 법전을 만들고 체계화해서 법치의 원칙을 세우고 법을 공평히 집행하려고 결심했다. 그는 이를 위해 527년 트레보니아누스를 법무관으로 임명한 후, 그의 지휘 아래 편찬위원회를 구성해 529년부터 세 차례에 걸쳐 〈칙법휘찬〉, 〈학설휘찬〉, 〈법학제요〉를 발표했다. 흔히 이를 《로마법 대전》 또는 《유스티니아누스 법전》이라고 한다. 각 법전의 내용은 다음과 같다.
- 〈칙법휘찬〉(Codex Constitutionum) : 제국의 모든 로마법에 최고 권위를 가지는 법
- 〈학설휘찬〉(Digesta, Pandectae) : 고대 로마의 모든 법률가의 주요 저작을 포함하여 법학설을 정리한 책
- 〈법학제요〉(Institutiones) : 위 두 법전에서 주요 내용을 발췌하여 제국 내 법학교에서 사용할 교과서

이 법전에는 사회에서 일어날 수 있는 모든 분쟁 상황이 법으로 규정되어 있다. 예를 들어, 어떤 집에서 자란 나무의 가지가 옆집으로 뻗었을 경우, 가지에 달린 열매는 누구 소유가 되는지 정확하게 규정하는 식이다. 유명한 구절은 다음과 같다.
- 바다와 바닷가는 모든 사람의 소유다. 내 제국의 모든 사람은 누구나 마음 놓고 바닷가에 나갈 수 있다. 아무도 "여긴 내 땅이야! 나가!"라고 말할 수 없다.
- 강은 모든 사람의 소유다. 내 제국의 모든 사람은 누구나 강에서 물고기를 잡을 수 있다. 아무도 그것을 막으면 안 된다.
- 바닷가에서 파도에 실려 온 보석이나 값진 재물을 발견한 사람은 그것을 가져도 된다.
- 노예를 소유하고 급료를 주지 않고 부려도 된다. 그러나 노예가 주인에게 덤비지 않는 한, 때리거나 학대할 수 없다.

입법 과정에서 유스티니아누스는 여성의 권리를 상당한 수준으로 끌어 올렸다. 남녀 신분이 다르다는 이유로 결혼을 못 하게 하는 법을 철폐했고, 여성에게 지참금을 강요하지 못하게 했으며, 지참금을 가져오지 않더라도 이혼하지 못하게 했다. 이혼할 때는 남녀가 같은 권리를 누리게 하고, 배우자의 부정에 대한 처벌도 동등하게 만들었다. 이전에는 남편은 부인이 간통했다고 의심하면 먼저 이혼한 후 간통 혐의를 입증하는 재판을 할 수 있었으나, 유스티니아누스는 아내의 간통이 입증된 이후에야 이혼할 수 있도록 법을 혁신했다. 또한 성범죄 처벌도 강화했다. 여성을 납치하면 신분에 상관없이 사형에 처하게 했고, 신분과 지위를 이용하여 여성을 성적으로 착취하는 일도 금지했다. 그 결과 여성은 노예라 하더라도 성관계를 강요받지 않게 되었다. 이러한 조치가 남성들을 화나게 만든 건 물론이다.
입법 사업은 옛 로마법의 재흥을 의도한 것이나, 이처럼 시대 변화를 반영해 법조문 자구가 수정되어 있다. 세 법전 이후에 만들어진 법들은 신칙법(Novellae)으로 정리되어 있다. 이들을 모두 하나로 합쳐서 16세기 이래 로마법 대전(Corpus Juris Civilis)이라고 부른다.

## 군사적 업적
유스티니아누스는 중세 로마 황제 중에서 가장 큰 군사적 업적을 이루었다. 그리스도인 황제로 그는 과거 로마 제국의 영토를 회복하는 데 큰 사명감을 가지고 있었다. 비록 본인이 직접 군사 원정에 참여하지는 않았지만 벨리사리우스, 나르세스 같은 당대의 명장들을 기용하여 정력적으로 영토를 회복하고 6세기 로마 제국의 영토 확장을 이루었다.
황제 즉위 초기 그는 사산조 페르시아와 전쟁을 벌였다. 530년 다라의 전투에서 페르시아군과 싸워 승리했으나 531년 유프라테스강가의 칼리니쿰의 전투에서 완패하고 다음 해 영구 평화 조약을 맺었다. 유스티니아누스는 보상금으로 페르시아에 1만 1,000파운드(약 5톤)의 황금을 지급했고, 이때 맺은 강화로 동쪽 변방의 안전을 확보하고 과거 서로마 제국의 영토를 점령하고 있던 아리우스주의 게르만족과의 전쟁을 준비하였다.

### 북아프리카 원정 (533–534)

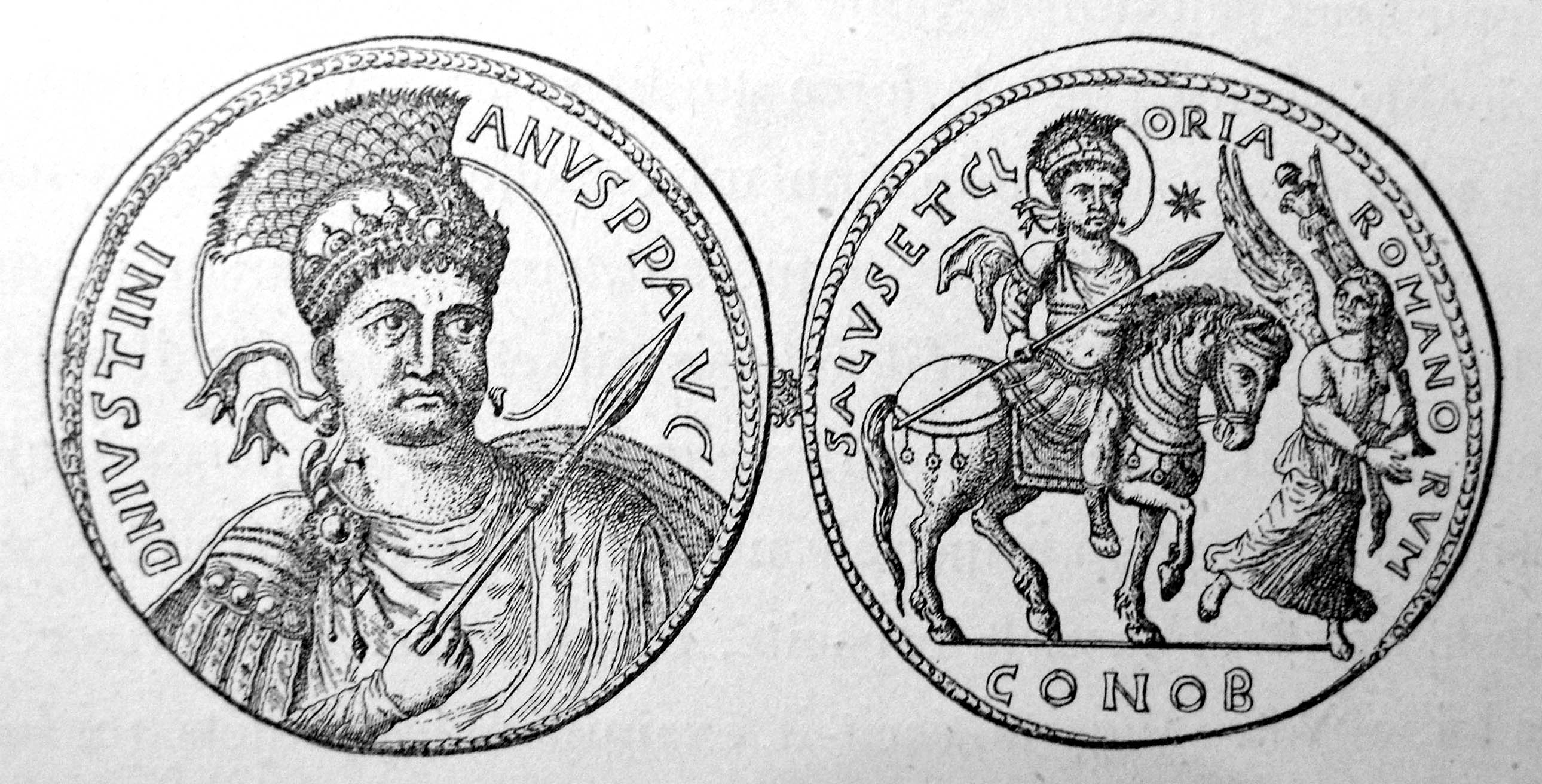
북아프리카 수복기념주화 (535년)

그 다음 그가 벌인 전쟁은 반달족이 지배하는 북아프리카의 반달왕국이었다. 반달왕국의 힐데리크는 친로마, 친가톨릭 정책을 폈고 유스티니아누스와 친분을 맺고 있었는데 530년 사촌인 겔리메르에게 왕위를 빼앗겼다. 유스티니아누스는 반달족와의 전쟁을 선포하고 장군 벨리사리우스에게 군사를 이끌고 아프리카로 쳐들어가게 했다. 벨리사리우스는 533년 북아프리카로 가서 레프키스 마그나 근처에 상륙하여 카르타고로 향했다. 벨리사리우스의 로마군은 카르타고에서 10마일 떨어진 아드 데키미움에서 전투를 벌였으나 겔리메르의 반달군에게 완패했다. 그러나 겔리메르의 조카가 전투에서 죽어 전쟁에 집중하지 못하고 있는 사이 전열을 가다듬고 티카메론의 전투에서 반달군을 격파하고 534년 반달왕국을 완전히 항복하게 만들었다. 이어서 시칠리아, 사르데냐, 코르시카 등 지중해의 여러 섬들을 다시 제국의 지배로 만들었다.

### 첫 번째 이탈리아 원정 (535–540)
이탈리아를 점령하고 있던 동고트 왕국에서 왕위를 놓고 내분이 일어나자 유스티니아누스는 이를 이탈리아 수복의 기회로 삼고 535년 벨리사리우스를 나르세스 대신 투입했다. 벨리사리우스는 재빨리 시칠리아를 점령하고 이탈리아 본토로 진격하여 536년 나폴리를 회복했고 같은해 12월 9일 로마를 다시 제국의 품으로 수복했다. 동고트족은 비티게스를 왕으로 추대하고 대군을 모아 537년부터 538년 봄까지 로마를 포위공격했으나 벨리사리우스는 잘 막아내었다.
유스티니아누스는 또 다른 장군 나르세스를 다시 이탈리아로 보냈는데 사실상 벨리사리우스를 감시하기 위한 것이었다. 벨리사리우스와 나르세스 사이에 알력이 생겼고 이 때문에 원정이 차질이 생겼다. 밀라노를 탈환했다가 다시 잃자 나르세스는 소환당하고 벨리사리우스는 540년 동고트 왕국의 수도인 라벤나를 점령했다. 이때 동고트족은 벨리사리우스에게 왕국 절반을 주겠다고 제안했고, 벨리사리우스는 도시의 탈환을 위해 이것을 받는 척하고 라벤나를 점령했는데 유스티니아누스는 이때 벨리사리우스를 의심하고 콘스탄티노폴리스로 소환했다.

### 사산왕조 페르시아와의 대결 (540–562)
540년에 유스티니아누스가 이탈리아 문제에 골몰해 있을 때 사산조 페르시아가 침공했으며, 수도로 돌아온 벨리사리우스는 곧 이 전쟁에 투입되었다. 유스티니아누스가 동방의 군대를 다소 소홀하게 방치하고 있는 틈을 타 사산조의 왕 호스로우 1세는 유스티니아누스와 맺은 협정을 깨고 메소포타미아와 북부 시리아, 로마령 아르메니아로 진격해들어와 주요도시들을 차례로 약탈했고 541년에는 북부의 라지카(콜치스)를 침공했다. 벨리사리우스는 이에 맞서 싸우다가 544년 다시 이탈리아로 소환당했다. 전쟁은 다른 장군들의 지휘 아래 장기간 질질 끌었으며 543년에는 전염병이 로마군을 덮쳤고 호스로우는 중요한 요충지인 에데사를 공격했으나 끝내 실패하였다. 양측은 별 소득없이 전투를 벌이다가 545년에 5년간의 휴전협정을 맺었다. 협정에 의해 로마는 5000파운드의 금을 주고 사산조는 로마 제국령을 침공하지 않는다는 조건을 승인했다.551년 양 제국간의 휴전조약이 갱신되었으나 라지카는 페르시아인들이 완강하게 반환을 거부함으로써 휴전이 적용되지 않고 산악지대에서 치열한 접전이 간헐적으로 이어졌다. 그러나 557년 휴전협정이 다시 갱신되면서 이번에는 라지카도 포함되었다. 마침내 561년말경에 50년간의 휴전협정이 타결되었다. 로마는 연간 3만 솔리디(금화)의 공물을 바치는 데 동의했으며 페르시아는 북방의 침략자들을 막아주는 중요한 방벽인 라지카에 대한 모든 권리주장을 철회했다.

### 두 번째 이탈리아 원정(544–552)
한편 벨리사리우스가 동부 전선에 가 있는 동안, 이탈리아에서 로마군의 상황은 매우 불리하게 달라져 있었다. 가혹한 재정공출과 병사들의 약탈행위로 인해 새 체제는 대중적 지지를 얻지 못했다. 동고트족 대다수는 끝내 항복하지 않았으며 541년 가을에 토틸라를 자신들의 왕으로 선포했다. 토틸라는 유능한 지도자였으며 542년에 남부 이탈리아에서 공세를 벌여 543년 나폴리를 점령하는 등 로마군을 무섭게 밀어내고 있었다. 544년 벨리사리우스는 다시 이탈리아로 투입되어 토틸라에 대해 공세로 들어갔으나, 황제 유스티니아누스는 병력과 지원을 제대로 해주지 않았고 결국 548년 나르세스로 교체되었다. 나르세스는 우세한 병력과 지원으로 고트족을 몰아내어 552년 동고트 왕국의 수도 라벤나를 탈환하고 결국 동고트 왕국을 섬멸하였다. 이로써 이탈리아를 수복하고자 하는 유스티니아누스의 오랜 숙원은 이루어졌다.

유스티니아누스 전후의 제국 판도
(적색-527년, 오렌지색-565년)

### 히스파니아 원정과 이민족의 침략
552년 로마는 서고트족의 히스파니아를 침공하여 카르타헤나를 비롯한 남부 히스파니아의 몇몇 도시를 회복하였다. 이 원정은 중세 로마 제국의 최대 판도로 기록되는데 이후 유스티니아누스가 죽자 이 지역은 다시 로마 제국의 영향에서 바로 벗어났기 때문이다.
또한 유스티니아누스 치세에 발칸반도는 투르크족과 슬라브족의 침입을 받았는데 559년 슬라브족이 수도인 콘스탄티노폴리스까지 침공해 왔을 때 다시 벨리사리우스가 투입되어 제국을 구원하였다. 561년에는 아바르족이 침공해들어왔으나 보상금을 받고 물러났다.

### 결과
이처럼 유스티니아누스는 오랜 숙원인 이탈리아와 북아프리카, 히스파니아에 이르기까지 과거 로마 제국의 영토를 대부분 수복하였다. 그러나 이탈리아는 전쟁으로 너무나 황폐해 있었기 때문에 유스티니아누스의 생애 중에는 정상으로 복귀하는 것이 불가능했으며, 그가 죽은 지 3년 만에 국토의 일부분을 또다시 롬바르드족에게 빼앗겼다. 또한 페르시아에 대한 과도한 배상금 지불로 국가 재정을 악화시켰고, 다뉴브강 너머로부터 밀려드는 슬라브족이나 아바르족 같은 여러 이민족의 공세는 막대한 피해를 가져왔으며, 서부 전선에서 오랜 시간 전력을 소비해버린 로마는 새로운 침입자들을 효과적으로 물리치지도 동화시키지도 못했다. 그의 사후에 영토는 급격히 무너졌고 또한 재임 중 끊임없이 벨리사리우스를 의심하고 그의 인기를 시기하였다.

## 건축사업
유스티니아누스는 대규모 건축계획을 수립해 건축사업을 벌였던 황제로도 유명하다. 그는 각종 수로와 교량을 건설하고, 지진으로 파괴된 도시의 전면적 재건축 계획을 수립하고 광범위한 변경지대에 중요한 요새와 방어진지 건설 같은 토목공사들을 실시했다. 또한 수도원, 고아원 등의 건물도 많이 짓게 하였다.

## 종교 문제

### 동서 교회의 통합 노력
유스티니아누스는 황제가 되기 전부터 삼촌 유스티누스를 도와 484년부터 시작된 동방교회와 서방교회의 분열( 아카키우스 분열)을 종식하는 데 힘썼다. 519년 3월 교황 호르미스다의 사절이 콘스탄티노폴리스를 방문하여 양 교회의 분열을 끝냈을 때 유스티니아누스의 도움이 컸다. 그는 황제가 된 이후에도 군사적으로 이탈리아 등 옛 서로마 제국을 수복하는 데 앞장섰고 종교적으로도 서방 교회와의 일치를 위해 노력했다.

### 그리스도 단성론의 문제
콘스탄티노폴리스의 고질병이던 기독교 교리의 문제는 역시 유스티니아누스를 괴롭혔다. 문제는 역시 451년 칼케돈 공의회 이래 계속되어온 단성론의 문제였다. 단성론은 안티오키아를 비롯해서 시리아와 이집트에서 여전히 강력한 세력을 이루고 있었고 그리스적인 민족 의식과 로마의 통치에 대한 이 지역의 불만과 밀접히 결하여 제국을 분열시키고 있었다. 황후 테오도라도 단성론 쪽에 가까웠다. 그녀는 단성론을 제국의 신앙으로 만들려고 시도하지는 않았으나, 제국 정부가 단성론을 박해하는 데에는 반대했다. 그녀의 후원 아래 단성론자들이 복권되고, 콘스탄티노폴리스에 단성론자들의 수도원과 교회가 다시 지어졌다.

### 교황권의 확립
유스티니아누스 황제는 로마의 교회 감독을 전 세계 기독교회의 머리요, 교리의 확정자요, 이단을 처벌하는 권위자로 임명하는 칙령을 발표했다. 이 효력이 발생하게 된 A.D. 538년을 합법적으로 교황이 최고의 세력자로 부상한 시발점으로 간주되었다.
“비질리우스(Vigilius)가 A.D. 538년에 로마 장군 벨리사리우스(Belisarius)의 보호 아래 교황의 보좌에 오르게 되었다.” - 기독교 역사, 3권, p. 327

### 교황과의 충돌
544년 유스티니아누스는 칙령을 내려 《삼장서》(kephalia)를 비판했는데 이는 칼케돈 공의회의 결의와 단성론자 모두의 지지를 얻기 위함이었으나 결국 실패로 끝났다. 서방교회는 삼장에 대한 비판을 거부했고 마침 토틸라의 로마 침공을 피해 콘스탄티노폴리스에 와 있던 교황 비질리오와 충돌했다. 그러나 비질리오 교황은 황후와 황제의 압력에 삼장서에 대한 유죄 선고를 발표했으나 이는 더욱 큰 문제를 낳았다. 황후 테오도라가 죽은 이후에는 더욱 문제가 커져 황제와 교황은 공개적으로 비난을 받았다.

### 말년의 종교문제
재위 말년에 이르러 유스티니아누스는 공적인 일에서 한 걸음 물러나 신학적인 문제에 몰두했다. 564년 말에 유스티니아누스 황제는 예수의 인성은 신성에 흡수되었다는, 즉 예수 그리스도의 신체는 결코 썩지 않으며 십자가에서는 단지 고통받는 것처럼 보일 뿐이라는 가현설적인 칙령을 발표했다. 유스티니아누스가 마지막으로 발표한 법령은 성탄절과 공현절의 공식 날짜를 확인하는 법령이었다.

## 같이 보기
- 예수 탄생 기념 성당